# Alexandra Nechita

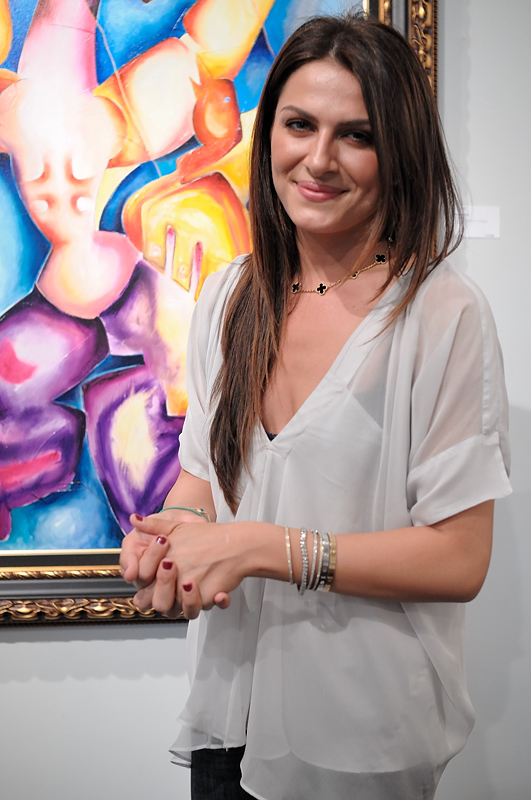
Alexandra Nechita (2010). Bestand [https://web.archive.org/web/20101110172334/http://www.flickr.com/photos/29229060@N04/ Ron Scubadiver

Alexandra Nechita (Vaslui, Roemenië, 27 augustus 1985) is een geboren Roemeense, nu wonende in de Verenigde Staten. Alexandra is een kubistische schilder. Ze maakt veel muurschilderingen.

## Biografie
Nechita werd geboren in de Roemeense stad Vaslui. Drie maanden later ontvluchtte haar vader het toen nog communistische Roemenië; twee jaar later volgden Nechita en haar moeder. Ze bouwden een bestaan op in Californië, waar Nechita opgroeide. Ze had haar eerste eigen expositie op achtjarige leeftijd in de bibliotheek in Los Angeles. Op jonge leeftijd was ze te gast in de Oprah Winfrey Show en verscheen ze met verschillende sterren, waaronder Bill Clinton. Haar talent zorgde ervoor, dat ze bekend werd als de "Petite Picasso", omdat sommigen in haar een nieuwe Picasso zagen. Tot ver in haar tienerjaren stond Nechita bekend als wonderkind.
In november 1999 werd Alexandra door het Wereldverbond van Verenigingen voor de Verenigde Naties gekozen om een project te leiden, genaamd Global Arts Initiative. Dit project, waaraan meer dan honderd landen meewerken, tracht wereldwijd kunst te stimuleren. In 2005 onthulde Nechita in Singapore een door haar gemaakt monument van de Verenigde Naties voor vrede in Azië.
- Gemeinsame Normdatei: 173679854
- International Standard Name Identifier: 0000 0000 5312 8033
- Library of Congress Control Number: nr96022178
- SNAC: w67w87rr
- Virtual International Authority File: 41738796
- WorldCat: E39PBJtRPJxDX7PBMwp4RyYgKd